# Contea di Clackamas
La contea di Clackamas (in inglese Clackamas County) è una contea dello Stato dell'Oregon, negli Stati Uniti. La popolazione al censimento del 2010 era di 375 992 abitanti. Il capoluogo di contea è Oregon City.

## Geografia
La contea si trova nel centro-nord dello Stato. La contea è ricoperta da diverse foreste, come la Mount Hood e la Willamette. Inoltre, è attraversata da numerosi fiumi, inclusi i fiumi Willamette, Clackamas, Sandy, Pudding, Molalla e Salmon.
Parte della Riserva di Warm Springs, per le Tribù Confederate di Warm Springs, si trova nella contea.

### Contee confinanti
- Contea di Multnomah - nord
- Contea di Hood River - nord-est
- Contea di Wasco - est
- Contea di Marion - sud/sud-ovest
- Contea di Yamhill - ovest
- Contea di Washington - nord-ovest

## Storia
La contea fu creata nel 1843 e deve il suo nome ai nativi Clackamas, una tribù del popolo Chinook. I confini di oggi furono definiti nel 1854. Nel 1902 venne rinvenuto il meteorite Willamette.

## Comuni

### Cities
| - Barlow - Canby - Estacada - Gladstone - Happy Valley - Johnson City - Lake Oswego - Milwaukie | - Molalla - Oregon City (capoluogo) - Portland - Rivergrove - Sandy - Tualatin - West Linn - Wilsonville |

Oltre a queste city, ci sono gli hamlet Beavercreek, Mulino e Stafford.